# Pachycephalopsis
Pachycephalopsis Salvadori, 1879 è un genere di uccelli della famiglia dei Petroicidi.

## Tassonomia
Il genere Pachycephalopsis comprende due sole specie:
- Pachycephalopsis hattamensis (A. B. Meyer, 1874) - pigliamosche neoguineano dorsoverde;
- Pachycephalopsis poliosoma (Sharpe, 1882) - pigliamosche neoguineano dal cappuccio.

Entrambe sono originarie della Nuova Guinea.